# 샤를 메시에
샤를 메시에(프랑스어: Charles Messier, 1730년 6월 26일 ~ 1817년 4월 12일)은 프랑스의 천문학자이다.
1774년 성운과 성단, 은하 등의 목록을 출간하였다. 목록의 출간 목적은 혜성을 찾는 사람들이 쉽게 천구에서 움직이는 천체와 움직이지 않고 제자리를 지키는 천체를 쉽게 구별하도록 함이었다.

## 전기
프랑스 로렌 지방에서 니콜라 메시에와 프랑수아 그랑블레즈의 12 자식 중 10번째 아이로 태어났다. 형제자매 중 여섯은 어려서 죽었고, 아버지도 1741년 죽었다. 1744년 여섯 꼬리가 발달한 대혜성을 관측하고, 1748년 7월 25일, 마을에서 금환일식을 관측한 경험에서 자극받아 천문학에 관심을 두게 되었다.
1751년 프랑스 해군 천문대의 조제프 니콜라 들릴 밑에서 천체 관측을 시작했다. 메시에의 첫 관측 기록은 1753년 5월 6일의 수성의 일면통과였다.
1764년에 왕립학회의 일원이 되었으며, 1769년 왕립 스웨덴 과학한림원의 일원으로 선출되었다. 1770년 6월 30일, 프랑스 과학한림원에 선출되었다.
메시에가 발견한 13개의 혜성:
- C/1760 B1 (Messier) c/2760
- C/1763 S1 (Messier)
- C/1764 A1 (Messier)
- C/1766 E1 (Messier)
- C/1769 P1 (Messier)
- D/1770 L1 (Lexell)
- C/1771 G1 (Messier)
- C/1773 T1 (Messier)
- C/1780 U2 (Messier)
- C/1788 W1 (Messier)
- C/1793 S2 (Messier)
- C/1798 G1 (Messier)
- C/1785 A1 (Messier-Méchain)

또한 혜성 C/1801 N1은 폰스, 엠체인, 부바르드와 공동으로 발견했다.
말년에 1769년 나폴레옹의 탄생에 대혜성을 연결하는 소책자를 직접 출판했다.
메시에는 페르 라셰르 묘지 11번 구획에 묻혔다. 묘지는 희미하게 새겨져 있으며, 근처에 프레데리크 쇼팽의 무덤이 있다.

## 메시에 천체 목록
메시에는 밤하늘에 혜성으로 착각하여 보일 수 있는 천체들을 정리했다. 메시에 목록은 그의 친구이자 조수인 피에르 메셍과 협력하여 작성되었으며 현재 39개의 은하, 4개의 행성상 성운, 7개의 다른 종류의 성운 그리고 55개의 성단으로 구성되어 있다.
이 목록은 프랑스 파리의 클루니 국립 박물관에서 100mm 굴절 망원경을 이용하여 관측된 천체가 기록되어 있다. 관측된 천체는 천구의 북극에서부터 적위 -35.7°에 분포하고 있으며, 천체의 종류나 위치 등의 과학적인 체계로 따로 정리되어 있지는 않다.
1774년 프랑스 과학 아카데미의 학술지에 출판된 메시에 목록의 첫판에는 45개의 천체가 등재되어 있었다. 최종판인 1781년 판에는 그 수가 늘어 103개 천체가 올라 있었다. 그 후 천문학자와 역사학자 등이 메시에와 그의 친구, 조수인 피에르 메생 등이 일곱 천체를 더 관측했다는 증거를 발견하였다. 이 일곱 천체를 목록에 추가하여 M1부터 M110까지를 공식적인 메시에 천체라 부르며 전문가 및 아마추어 천문학자들이 이용하고 있다.

## 기타
달의 메시에 크레이터(Crater Messier)와 소행성 7359 메시에(Asteroid 7359 Messier)는 그의 업적을 기려 이름이 붙여졌다.

## 같이 보기
- 메시에 천체
- 메시에 천체 목록
- 메시에 마라톤